# 2016-os salakmotor-világbajnokság
A 2016-os salakmotor-világbajnokság a Speedway Grand Prix éra 22., összességében pedig a széria 71. szezonja volt. Az idény április 30-án kezdődött Szlovákiában a Matija Gubec stadioban és Ausztráliában végződött az Etihad Stadionban október 22-én.
Greg Hancock szerezte meg a bajnoki címet, a címvédő Tai Woffindennel és a lengyel Bartosz Zmarzlikkal szemben.

## Versenyzők
A szezon során összesen 15 állandó versenyző vett részt a versenyeken. A résztvevők a következőképpen tevődtek össze:
- A 2015-ös szezon első nyolc helyezettje automatikusan helyet kapott a mezőnyben.[4]
- Az idény előtt megrendezett Grand Prix Challenge három leggyorsabb versenyzője kvalifikálhatott a mezőnybe.[5]
- Az utolsó négy hely sorsáról a bajnokság promótere, a Benfield Sports International döntött, amely a tavalyi szezon eredménye alapján választott.[6]
- A mezőnyt továbbá szabadkártyás és helyettesítő résztvevők, valamint pályatartalékok egészítették ki.[7]

| #                        | Motorversenyző         | Továbbjutás        | Fordulók           |
| Állandó résztvevők       | Állandó résztvevők     | Állandó résztvevők | Állandó résztvevők |
| ------------------------ | ---------------------- | ------------------ | ------------------ |
| 3                        | Nicki Pedersen         | automatikus        | 1–8                |
| 23                       | Chris Holder           | automatikus        | összes             |
| 25                       | Peter Kildemand        | kiválasztás        | összes             |
| 37                       | Chris Harris           | kvalifikáció       | összes             |
| 45                       | Greg Hancock           | automatikus        | összes             |
| 55                       | Matej Žagar            | automatikus        | összes             |
| 66                       | Fredrik Lindgren[a]    | helyettesítés      | 7–11               |
| 69                       | Jason Doyle            | automatikus        | 1–10               |
| 71                       | Maciej Janowski        | automatikus        | összes             |
| 85                       | Antonio Lindbäck       | kiválasztás        | összes             |
| 88                       | Niels Kristian Iversen | automatikus        | összes             |
| 95                       | Bartosz Zmarzlik       | kvalifikáció       | összes             |
| 100                      | Andreas Jonsson        | kiválasztás        | 1–7, 10–11         |
| 108                      | Tai Woffinden          | automatikus        | összes             |
| 777                      | Piotr Pawlicki Jr.     | kvalifikáció       | összes             |
| Szabadkártyás résztvevők |                        |                    |                    |
| 16                       | Denis Štojs            |                    | 1                  |
| 16                       | Patryk Dudek           |                    | 2                  |
| 16                       | Anders Thomsen         |                    | 3                  |
| 16                       | Václav Milík Jr.[b]    |                    | 4                  |
| 16                       | Danny King             |                    | 5                  |
| 16                       | Peter Ljung            |                    | 6                  |
| 16                       | Krzysztof Kasprzak     |                    | 7                  |
| 16                       | Martin Smolinski       |                    | 8                  |
| 16                       | Jacob Thorssell        |                    | 9                  |
| 16                       | Paweł Przedpełski      |                    | 10                 |
| 16                       | Sam Masters            |                    | 11                 |
| Pályatartalékok          |                        |                    |                    |
| 17                       | Nick Škorja            |                    | 1                  |
| 17                       | Daniel Kaczmarek       |                    | 7                  |
| 17                       | Tobias Kroner          |                    | 8                  |
| 17                       | Kim Nilsson            |                    | 9                  |
| 17                       | Kacper Woryna          |                    | 10                 |
| 17                       | Brady Kurtz            |                    | 11                 |
| 18                       | Matic Ivačič           |                    | 1                  |
| 18                       | Oskar Bober            |                    | 10                 |
| 18                       | Max Fricke             |                    | 11                 |
| 19                       | Jack Holder            |                    | 11                 |
| Helyettesítő résztvevők  |                        |                    |                    |
| 52                       | Michael Jepsen Jensen  |                    | 8–11               |
| 66                       | Fredrik Lindgren[a]    |                    | 1–6                |

Megjegyzések:
- Csak azok a helyettesítők és pályatartalékok szerepelnek a listán, akik legalább egy versenyen részt vettek a szezon során.
- ↑ a:  Fredrik Lindgren az első hat forduló során Jarosław Hampelt helyettesítette, aki eredetileg kiválasztás útján vehetett volna részt a versenyeken. Augusztus 22-én Hampel bejelentette, hogy sérülése miatt visszalép. Helyét továbbra is Lindgren vette át, így a svéd teljes szezont teljesített.[8]
- ↑ b:  Václav Milík Jr. eredetileg helyettesítő résztvevőként volt számon tartva, azonban az idény során csak szabadkártyásként vett részt versenyen.

## Versenynaptár és eredmények
| Forduló | Dátum          | Helyszín               | Győztes                | Második          | Harmadik           | Negyedik               | Listavezető     | Előny |
| ------- | -------------- | ---------------------- | ---------------------- | ---------------- | ------------------ | ---------------------- | --------------- | ----- |
| 1       | április 30.    | Matija Gubec Stadion   | Peter Kildemand        | Jason Doyle      | Chris Holder       | Tai Woffinden          | Peter Kildemand | 1     |
| 2       | május 14.      | Stadion Narodowy       | Tai Woffinden          | Greg Hancock     | Matej Žagar        | Chris Holder           | Chris Holder    | 2     |
| 3       | június 11.     | CASA Arena             | Maciej Janowski        | Chris Holder     | Tai Woffinden      | Nicki Pedersen         | Tai Woffinden   | 0     |
| 4       | június 25.     | Markéta Stadium        | Jason Doyle            | Greg Hancock     | Chris Harris       | Niels Kristian Iversen | Greg Hancock    | 8     |
| 5       | július 9.      | Principality Stadium   | Antonio Lindbäck       | Tai Woffinden    | Bartosz Zmarzlik   | Greg Hancock           | Greg Hancock    | 3     |
| 6       | augusztus 14.  | G&B Stadium            | Greg Hancock           | Jason Doyle      | Piotr Pawlicki Jr. | Chris Holder           | Greg Hancock    | 12    |
| 7       | augusztus 27.  | Edward Jancarz Stadium | Jason Doyle            | Tai Woffinden    | Chris Holder       | Bartosz Zmarzlik       | Greg Hancock    | 7     |
| 8       | szeptember 10. | Bergring Arena         | Jason Doyle            | Bartosz Zmarzlik | Greg Hancock       | Niels Kristian Iversen | Greg Hancock    | 5     |
| 9       | szeptember 24. | Friends Arena          | Jason Doyle            | Chris Holder     | Fredrik Lindgren   | Matej Žagar            | Jason Doyle     | 5     |
| 10      | október 1.     | Rose Motoarena         | Niels Kristian Iversen | Greg Hancock     | Bartosz Zmarzlik   | Matej Žagar            | Greg Hancock    | 11    |
| 11      | október 22.    | Etihad Stadion         | Chris Holder           | Tai Woffinden    | Bartosz Zmarzlik   | Antonio Lindbäck       | Greg Hancock    | 9     |

## Végeredmény
Pontrendszer
A résztvevők a teljes forduló során szerezhetnek pontokat, így lehetséges, hogy nem az első helyezett szerzi a legtöbb pontot. A versenyzők a következőképpen szerezhetnek pontokat:
| Pozíció | 1. | 2. | 3. | 4. |
| Pont    | 3  | 2  | 1  | 0  |
| ------- | -- | -- | -- | -- |

| Pozíció | Versenyző              | SVN | POL | DEN | CZE | GBR | SWE | PL2 | GER | SCA | PL3 | AUS | Pont |
| ------- | ---------------------- | --- | --- | --- | --- | --- | --- | --- | --- | --- | --- | --- | ---- |
|         | Greg Hancock           | 10  | 14  | 14  | 18  | 10  | 17  | 11  | 15  | 9   | 16  | 5   | 139  |
|         | Tai Woffinden          | 10  | 14  | 15  | 9   | 15  | 8   | 15  | 10  | 11  | 8   | 15  | 130  |
|         | Bartosz Zmarzlik       | 8   | 10  | 7   | 13  | 13  | 10  | 14  | 13  | 12  | 13  | 15  | 128  |
| 4.      | Chris Holder           | 14  | 12  | 13  | 5   | 6   | 12  | 15  | 8   | 13  | 11  | 17  | 126  |
| 5.      | Jason Doyle            | 13  | 5   | 7   | 17  | 12  | 17  | 16  | 17  | 19  | 0   | –   | 123  |
| 6.      | Piotr Pawlicki Jr.     | 8   | 4   | 5   | 6   | 14  | 13  | 10  | 11  | 10  | 10  | 8   | 99   |
| 7.      | Antonio Lindbäck       | 10  | 10  | 10  | 5   | 18  | 7   | 4   | 6   | 4   | 5   | 14  | 93   |
| 8.      | Niels Kristian Iversen | 8   | 4   | 7   | 11  | 3   | 8   | 5   | 11  | 7   | 15  | 12  | 91   |
| 9.      | Maciej Janowski        | 10  | 10  | 16  | 5   | 11  | 12  | 6   | 2   | 8   | 5   | 5   | 90   |
| 10.     | Matej Žagar            | 4   | 14  | 8   | 5   | 8   | 3   | 4   | 3   | 15  | 15  | 11  | 90   |
| 11.     | Fredrik Lindgren       | 7   | 12  | 2   | 11  | 2   | 8   | 11  | 6   | 14  | 9   | 6   | 88   |
| 12.     | Peter Kildemand        | 15  | 6   | 7   | 6   | 4   | 9   | 3   | 6   | 6   | 2   | 4   | 68   |
| 13.     | Nicki Pedersen         | 10  | 4   | 10  | 8   | 5   | 6   | 12  | 7   | –   | –   | –   | 62   |
| 14.     | Andreas Jonsson        | 6   | 8   | 8   | 6   | 9   | 2   | 0   | –   | –   | 7   | 7   | 53   |
| 15.     | Chris Harris           | 3   | 3   | 4   | 10  | 1   | 2   | 4   | 6   | 0   | 3   | 4   | 40   |
| 16.     | Michael Jepsen Jensen  | –   | –   | –   | –   | –   | –   | –   | 7   | 4   | 10  | 10  | 31   |
| 17.     | Patryk Dudek           | –   | 8   | –   | –   | –   | –   | –   | –   | –   | –   | –   | 8    |
| 18.     | Martin Smolinski       | –   | –   | –   | –   | –   | –   | –   | 8   | –   | –   | –   | 8    |
| 19.     | Paweł Przedpełski      | –   | –   | –   | –   | –   | –   | –   | –   | –   | 8   | –   | 8    |
| 20.     | Danny King             | –   | –   | –   | –   | 7   | –   | –   | –   | –   | –   | –   | 7    |
| 21.     | Krzysztof Kasprzak     | –   | –   | –   | –   | –   | –   | 7   | –   | –   | –   | –   | 7    |
| 22.     | Anders Thomsen         | –   | –   | 5   | –   | –   | –   | –   | –   | –   | –   | –   | 5    |
| 23.     | Kim Nilsson            | –   | –   | –   | –   | –   | –   | –   | –   | 5   | –   | –   | 5    |
| 24.     | Peter Ljung            | –   | –   | –   | –   | –   | 4   | –   | –   | –   | –   | –   | 4    |
| 25.     | Václav Milík Jr.       | –   | –   | –   | 3   | –   | –   | –   | –   | –   | –   | –   | 3    |
| 26.     | Tobias Kroner          | –   | –   | –   | –   | –   | –   | –   | 2   | –   | –   | –   | 2    |
| 27.     | Sam Masters            | –   | –   | –   | –   | –   | –   | –   | –   | –   | –   | 2   | 2    |
| 28.     | Brady Kurtz            | –   | –   | –   | –   | –   | –   | –   | –   | –   | –   | 2   | 2    |
| 29.     | Jack Holder            | –   | –   | –   | –   | –   | –   | –   | –   | –   | –   | 2   | 2    |
| 30.     | Denis Štojs            | 1   | –   | –   | –   | –   | –   | –   | –   | –   | –   | –   | 1    |
| 31.     | Nick Škorja            | 1   | –   | –   | –   | –   | –   | –   | –   | –   | –   | –   | 1    |
| 32.     | Daniel Kaczmarek       | –   | –   | –   | –   | –   | –   | 1   | –   | –   | –   | –   | 1    |
| 33.     | Jacob Thorssell        | –   | –   | –   | –   | –   | –   | –   | –   | 1   | –   | –   | 1    |
| 34.     | Kacper Woryna          | –   | –   | –   | –   | –   | –   | –   | –   | –   | 1   | –   | 1    |
| 35.     | Matic Ivačič           | 0   | –   | –   | –   | –   | –   | –   | –   | –   | –   | –   | 0    |
| 36.     | Oskar Bober            | –   | –   | –   | –   | –   | –   | –   | –   | –   | 0   | –   | 0    |
| 37.     | Max Fricke             | –   | –   | –   | –   | –   | –   | –   | –   | –   | –   | 0   | 0    |
| Pozíció | Versenyző              | SVN | POL | DEN | CZE | GBR | SWE | PL2 | GER | SCA | PL3 | AUS | Pont |

| Szín      | Eredmény                 |
| --------- | ------------------------ |
| Arany     | Győztes                  |
| Ezüst     | 2. helyezett             |
| Bronz     | 3. helyezett             |
| Sötétzöld | 4. helyezett             |
| Zöld      | A középdöntőben kiesett  |
| Fehér     | A selejtezőben kiesett   |
| Piros     | Nem vett részt a futamon |